# Halecium insolens
Halecium insolens is een hydroïdpoliep uit de familie Haleciidae. De poliep komt uit het geslacht Halecium. Halecium insolens werd in 1938 voor het eerst wetenschappelijk beschreven door Charles McLean Fraser. 